# Máquinahamlet

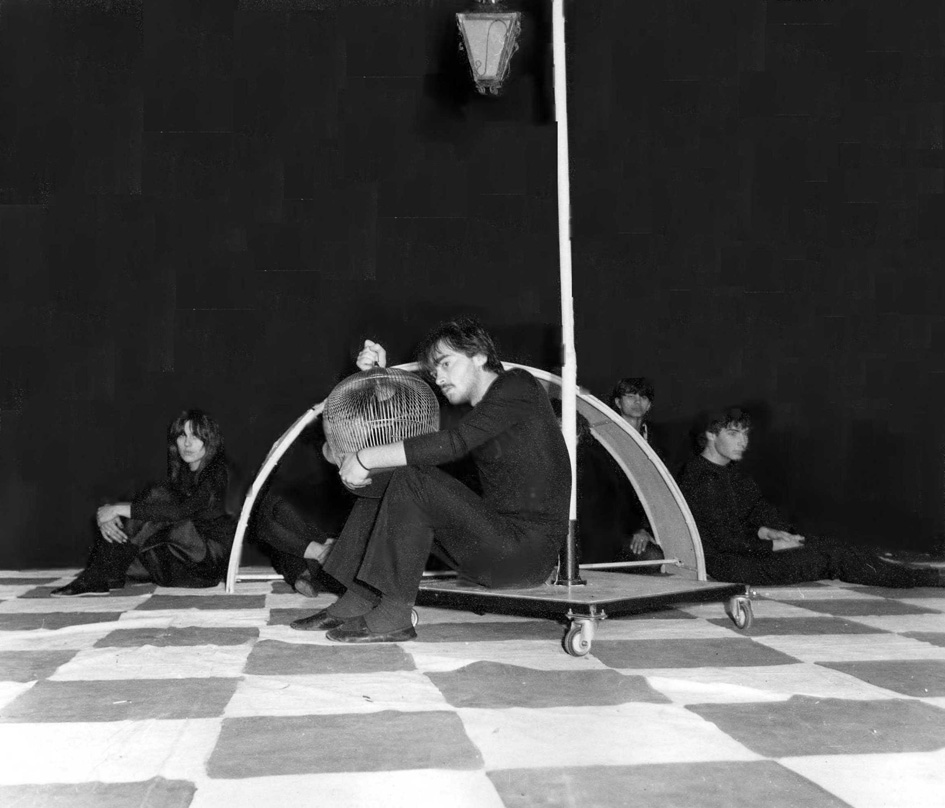
Adaptación de "Maquinahamlet" a cargo del director Bore Angelovski, con la Macedonian Theatre.

Máquinahamlet (Die Hamletmaschine) es un texto teatral del dramaturgo y escritor alemán Heiner Müller, escrito en 1977 y estrenado en Saint Denis (Francia) en 1979, y posteriormente reestrenada en Alemania, en 1988. La obra surge a raíz de la obsesión que Müller sentía por la obra de William Shakespeare y como un intento de dinamitar ese complejo dramático, de reducirlo a su esqueleto. El autor Alemán retoma el personaje de Hamlet y lo presenta inmerso en un problemática contemporánea, a través de una forma que busca la subversión de los límites del drama, que ya no funciona como principio arquitectónico del arte escénico.

## Planteamientos principales de la obra
A mediados de los sesenta Heiner Müller inicia un proceso de descomposición de la forma dramática en sus obras, planteando la necesidad de otra forma de escritura escénica. La función del drama es restauradora y busca “contener a la sociedad en sus límites”. Para Müller, es necesaria la búsqueda de una forma que muestre la subversión de los límites, y que dinamite esa arquitectura dramática que ya no puede seguir funcionando.
Su obsesión por la obra “Hamlet” de William Shakespeare, le lleva en 1977 a escribir “Máquinahamlet”, una “reducción al esqueleto” de la obra, “un desgarramiento de carne y superficies” y una forma de dispositivo detonador que desarticulase las convenciones dramáticas y culturales. Así, esta obra nos aparece como un avanzado trabajo de desarticulación de un texto clásico.
Müller recupera al personaje de Hamlet, concebido por Shakespeare en el siglo XVII, y lo enfrenta a una problemática contemporánea, donde se dan cita las circunstancias sociales, históricas, políticas e incluso personales del propio Müller. Junto a esa “puesta en crisis” de la estructura dramática, se nos presenta una dramaturgia sobre la desesperación y el horror, en la que Dinamarca se erige como reducto del crimen, de la putrefacción y el encierro. Y no solo ya Dinamarca, sino toda Europa, reducida a los escombros y las ruinas, presentada como un mundo sin posibilidades de reconstrucción.

## Análisis formal
Máquinahamlet está dividida en cinco actos, determinados fundamentalmente por los cambios discursivos entre Hamlet, el actor y Ofelia, rompiendo así con la división tradicional:
1. Álbum familiar
2. La Europa de la mujer
3. Scherzo
4. Peste en Buda batalla por Groenlandia
5. Feroz espera / En la terrible armadura / Milenios

La estructura de la obra, presentada en estos cinco actos, es sumamente compleja, como nos describe José A. Sánchez. En el primer acto es posible distinguir tres secuencias en dos niveles. El primero de ellos presenta la “distorsión de la acción y de los personajes del drama en tres situaciones espacio-temporales”. El segundo viene marcado, en un “presente absoluto”, por el descubrimiento por parte de Hamlet del actor que lo interpreta. Sucede, por tanto, una escisión en los personajes. El segundo acto se sitúa en un tiempo indeterminado. En el tercero, denominado Scherzo, Hamlet “se traviste como Ofelia y baila con el Ángel de la Historia”. En el cuarto acto nos situamos en el propio teatro, donde sucede una “transformación de las máscaras del personaje-actor-autor”. El quinto y último acto, Ofelia es envuelta en vendas por dos hombres en las profundidades del océano. El conflicto no queda resuelto.

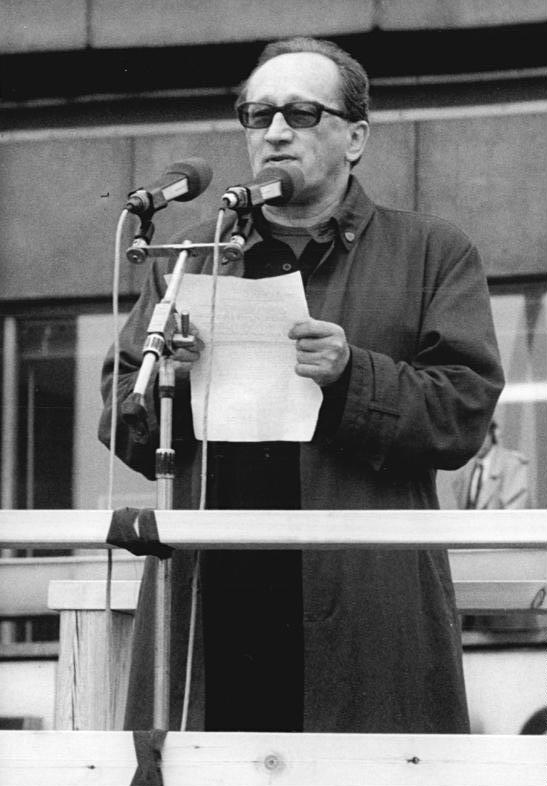
Heiner Müller.

La escritura de Müller, en ese acto de destrucción de las convenciones dramáticas, se presenta irracional y violenta, en un cuestionamiento de la razón y el progreso, ya que, como indicara el propio autor: “No creo en una historia que tenga pies y cabeza”.
El texto se sirve de la polifonía, a través del monólogo de los distintos personajes que nunca se comunican entre sí y dinamita el conflicto dramático tradicional a través de la fragmentación. Es notable la falta de conectores a lo largo del discurso, conformado por oraciones breves y simples, en una forma de escritura construida como un collage, donde los discursos poéticos y metafóricos y los discursos sociales de la televisión y la propaganda política rompen la linealidad y desintegran el discurso, provocando el caos. Como denomina Juan Villoro, citado por Prado Zavala: “un collage de escenas sin fábula”.
Los factores de espacio y tiempo vienen marcados por el anatopismo y el anacronismo. La figura del propio Hamlet nos remite a Dinamarca, pero el espacio se torna de pronto impreciso, como sucede con el tiempo, que nos sitúa, por mediación de la obra Shakesperiana y a través de sus figuras principales, en el contexto histórico de la obra original, y que pronto nos desorienta con la aparición de elementos anacrónicos.
Por último, cabe destacar que dentro de esa construcción de collage, de esa ruptura de la linealidad y el discurso, el texto de los personajes y el didascálico (correspondiente a la voz del autor en el texto teatral) se vuelven indistinguibles, fusionados en uno solo. Escasean al mismo tiempo, y como es habitual en las obras de Müller, las acotaciones para el director.

## Análisis conceptual
La obra se inicia con la negación, por parte de Hamlet, de su existencia:

Yo fui Hamlet. De pie ante la costa conversaba con el oleaje, BLABLA, detrás de mí yacían las ruinas de Europa. Las campanas anunciaron el funeral estatal, asesino y viuda una pareja. Los cortesanos en paso de ganso tras el ataúd de la importantísima carroña, llorando su ira mal pagada ¿QUIÉN ES EL CADÁVER EN LA CARROZA? / ¿POR QUIÉN TANTA AFLICCIÓN Y TANTO LLANTO? / ES EL CADÁVER DE ALGUIEN MUY GRANDE / UN HOMBRE GENEROSO EN LIMOSNAS el pueblo fielmente alineado, obra del arte político AQUÍ YACE UN HOMBRE QUE SE LLEVÓ TODO DE TODOS.

Müller recupera al personaje de Shakespeare proclamando su no-existencia, como un fantasma que reconoce haber sido Hamlet, pero que ya no lo es. Se produce así una pérdida de identidad, la de una identidad que representa toda una voz dentro de la historia del teatro. Esta idea de auto-negación o auto-aniquilamiento se extiende a toda la obra, como del mismo modo la idea de las ruinas y de la decadencia impregnan el texto. Esa imagen de las ruinas de Europa viene a mostrarnos posteriormente la ruina de los propios sistemas político-sociales. El horror apocalíptico y la desesperación laten bajo los discursos de la obra. Ante este paisaje de destrucción, los propios personajes se ven imbuidos en una necesidad de auto-negación como sistema de supervivencia, de defensa.

Aquí llega el fantasma que me fabricó, aún trae el hacha enterrada en el cráneo. Déjate el sombrero, ya sé que te sobran agujeros. Cómo hubiera deseado que mi madre tuviese uno de menos, cuando todavía residías en un cuerpo: Me habría evitado a mí mismo. Las mujeres deberían ser zurcidas, un mundo sin madres. Podríamos destrozarnos los unos a los otros en paz y en silencio, y con cierta confianza, cuando la vida se hiciera demasiado larga o la garganta demasiado estrecha para nuestros gritos.

Siguiendo la idea de negación de la identidad, encontramos aquí el deseo de no haber nacido (“Me habría evitado a mí mismo”) expresada por Hamlet y el anhelo, por parte del mismo, de un mundo sin madres, en un intento de evitar más nacimientos a un mundo en ruinas, un universo plagado de violencia y criminalidad. El propio nacimiento es un acto de esperanza, de visión de futuro, de nuevas generaciones, que Hamlet ya no ve posible, ya que si el hombre está abocado a la destrucción, al aniquilamiento (“Podríamos destrozarnos los unos a los otros en paz y en silencio”) mejor hacerlo sin la llegada de nuevos hombres y mujeres que continúen con ese destino apocalíptico.
La entrada de Horacio viene marcada por un primer dislocamiento, por la escisión entre personaje y actor:

Sabía que eras un actor. Yo también lo soy, interpreto a Hamlet. Dinamarca es una prisión, entre nosotros crece un muro. Mira lo que crece del muro.

Más tarde, en el cuarto acto, la fragmentación del personaje de Hamlet es aún mayor, y es el propio actor quien toma las riendas y abandona la obra para enfrentarse a su propia realidad, que resulta igualmente desesperanzadora, en la que se muestran el malestar social, los disturbios, los discursos políticos y los discursos televisivos, y la transformación del hombre en máquina.

Yo no soy Hamlet. No represento a nadie. Mis palabras no dicen nada. Mis pensamientos lamen la sangre de las imágenes. Mi obra ya no se representa. El escenario detrás de mí fue construido por gente a quien no le importa mi drama, para gente a quien no le interesa. A mí tampoco me importa. No voy a actuar ya.
(…)
Soy el soldado en el nido de la metralleta, mi cabeza debajo del casco está vacía, no escucho el grito sofocado bajo las orugas del tanque. Yo soy la máquina de escribir. Cuando los cabecillas son ahorcados les cierro el nudo, pateo el taburete de sus pies, me quiebro el cuello. Yo soy mi propio prisionero. Voluntariamente alimento con mis datos a las computadoras.

La aparición de Ofelia en el segundo acto pone el foco sobre la mujer, víctima de ese sistema en ruinas, que expone su condena, su violento destino para, de inmediato, romper con el mismo y liberarse de las ataduras: “Ayer por fin dejé de suicidarme. Ahora estoy sola con mis pechos mis muslos mi útero. Destrozo el instrumental de mi cautiverio, la silla la mesa la cama”. Ofelia rompe las cadenas que la condenaban a la muerte en el drama de Hamlet, para emanciparse y demoler su prisión. Una declaración de intenciones, de libertad y de voz propia que contrasta con la idea de pérdida de identidad que invadía a Hamlet. De esta manera, se presenta afirmando que ella es “Ofelia”, siendo consciente, no solo de esa identidad, sino también de su cuerpo y de la situación a la que ha estado sometida (“Ahora estoy sola con mis pechos mis muslos mi útero”).
Prado Zavala explica que para Müller el “sentido profundo, universal” y “atemporal” del teatro es el de “luchar contra el olvido”, ya que existe una marcada tendencia en nuestro tiempo de “olvidar todo lo más rápidamente posible". De esta manera, Prado Zavala interpreta Máquinahamlet como una “interpretación dramatúrgica del diálogo que Shakespeare mantiene con la historia universal, y demuestra que la duda existencial sí supera contextos socio-culturales inmediatos.”

Las obras de Müller caminan siempre por el terreno del individuo y la Historia, “atrapado en las redes de la utopía y de su realidad en la confrontación de los grandes mitos de la humanidad”. La huella de la historia de Alemania está presente en sus textos. En Máquinahamlet, Müller se propone desarticular los códigos engañosos de la Historia, a través de un minimalismo que sirva, a su vez, de exorcismo y de ejercicio de conciencia.
En dicho ejercicio advertimos una concepción pesimista del mundo, a través del horror apocalíptico de un fantasma que sobrevuela la obra, y que es el de la guerra, el que trae la desesperación, tanto por los hechos histórico-sociales, como por los sucesos de la vida personal del autor.

## Un ejemplo de adaptación: Robert Wilson
A la hora de abordar la puesta en escena de Maquinahamlet, comprendemos que debido a las características del texto expuestas anteriormente, resulta imposible elaborar una puesta en escena convencional de la obra. Como indica José A. Sánchez, “sólo puede ser abordada desde su consideración como un material textual autónomo para ser utilizado en un proceso de composición escénica".
Bajo estas mismas premisas trabaja el director escénico y artista plástico Robert Wilson, que ha llevado varias obras de Müller a escena. En 1986 se decanta por Maquinahamlet y comienza a trabajar sin el texto. Los primeros pasos implican la composición a través de la coreografía y el movimiento y el sonido de unos tacos de madera japoneses. En una fase posterior Wilson introduce el texto, creando así, como define José A. Sánchez, “una banda independiente al movimiento”.
“La coreografía”, explica Sánchez, “se repetía cuatro veces y se ofrecía al espectador en cada ocasión desde un lateral distinto” Por su parte, el “Scherzo” recurría a la imagen fílmica, proyectando así el texto a gran velocidad.
El texto de Müller, por lo tanto, se refleja a través de cinco variaciones, cuatro de ellas sobre el escenario y una proyectada sobre una pantalla. El espectador asiste a una “repetición, variación y recombinación” de esos “fragmentos sintéticos müllerianos”, debido a que el espacio escénico gira noventa grados, transformando así, como ya hemos indicado, el punto de vista del público.
El planteamiento sonoro adquiría también el mismo tratamiento de independencia. Wilson intercala las voces masculinas y las femeninas a través de la mezcla de amplificación electrónica y voz en directo, y utiliza a su vez, ruidos y sonidos de animales. Estos ruidos y sonidos predominan en la introducción de la obra para, posteriormente, dejar paso a las voces masculinas. En la segunda parte, las voces femeninas toman el relevo. Como hemos indicado, el “Scherzo” introduce el texto de forma fílmica, a través de la proyección, mientras en el ámbito sonoro se escucha “El enano” de Schubert. Tras ésta ruptura, las voces femeninas y masculinas vuelven a tomar el ámbito sonoro, pero esta vez entremezcladas, en una articulación imperfecta. La parte final viene marcada por el uso de la voz femenina junto con el sonido de un coro y de gritos.
En el caso de Wilson, sus colaboraciones con Müller le han ofrecido la posibilidad de ahondar en el texto escénico y, de hecho, el interés por el texto del director aumentó en dichas colaboraciones. De esta forma, encontramos dos procesos que van de la mano: por un lado, la escritura de Müller, una forma diferente de escritura; y por otro, la lectura que de ello hace Wilson, que también es una forma diferente de lectura.
Como explica Pedro Valiente, el texto visual de Wilson supone “un paralelo de las obsesiones de la Europa Central reflejadas por Müller con una clara asociación con la cultura norteamericana”. Para Wilson, la puesta en escena de “Máquinahamlet”, fue como unir una película muda y una obra radiofónica, y esto mismo produce una forma diferente de espacio.